# Даниел Проданов
Даниел Станиславов Проданов е български политик от партия „Възраждане“. Учител по история и журналист. Народен представител в XLIX народно събрание, L народно събрание и LI народно сънрание. Областен ръководител на партия "Възраждане" за Област Стара Загора. 

## Биография
Даниел Проданов е роден на 6 октомври 1989 г. в град Стара Загора, Народна република България.
Завършва езиковата гимназия "Ромен Ролан" в Стара Загора през 2008 г. и специалност "Български език и история" в ПУ "Паисий Хилендарски" през 2014 г. 
Семеен, с две деца. 

## Политическа дейност
През февруари 2022 г. е избран за областен координатор на партия „Възраждане“ в Стара Загора.
На парламентарните избори през 2023 г. е кандидат за народен представител от листата на партия „Възраждане“, 2-ри в 27 МИР Стара Загора. Избран е за народен представител от същия многомандателен избирателен район.
Заместник-председател на Комисията по образование и наука в 50 и 51 Народно събрание. 
Автор на изключително спорните изменения в Закона за предучилищното и училищното образование, с които се забранява пропагандирането на нетрадиционна сексуална ориентация в българските училища. Законопроектът е гласуван успешно в Народното събрание с мнозинство от 135 депутати, на 7 август 2024 г. и предизвиква широк международен отзвук